# Музикална форма
Музикалната форма е строежът на музикалната реч в едно музикално произведение, отнасящо се до неговото структуриране. Музикалната наука, която изследва структурирането на музикалната реч и всички процеси, които в нея, и има за основна цел да установи обективната логика в развитието на завършени произведения, а не процеса на тяхното създаване, се нарича музикален анализ. Всяка една композиционна форма в музиката трябва да бъде разгледана не като абстрактна, историческа схема, а като съдържателна форма, разкриваща многообразието на художествените идеи. Всяко едно реалистично произведение на изкуството има определена форма, свързана органически със съдържанието и идеята на произведението. Формата на едно музикално произведени е конкретно въплъщение на определено идейно-емоционално съдържание със средствата на музикалния език.
Музикалната форма е оперативен термин, който участва във всички стадии при анализиране на дадено музикално произведение.
Всяко музикално произведение е единство на форма и съдържание. Съдържанието на всяко произведение на изкуството представлява художествено отражение на жизнените явления, на разнообразните процеси в действителността и в сложния вътрешен мир на човека.
Музикалната форма е художествената организация, необходима за въплъщение на дадено съдържание. Тази организация обхваща цялостната система на изразните средства в музиката и я подчинява на един-единен процес, който протича във времето. Следователно в най-широк смисъл на думата Музикалната форма е цялостният единен процес, който протича във времето на едно музикално произведение. В по-тесен смисъл на думата под музикална форма се разбира съдържанието на частите и взаимното им разположение в едно произведение.На основата на тези съотношения исторически са се развили различните типове структури или музикални форми.
Формата като съвкупност от художествени средства и като структура на произведението е важна и съществена във всяко изкуство. Но особеностите на времената и звуковата природа на музиката настойчиво изискват ясна, детайлно разработена, безупречно логична форма.
Абсолютно неправилно е да се замени понятието форма с жанрови формулировки от рода на „форма на валс“ не отговаря нито на тясното, нито на широкото разбиране за формата.
В областта на музикалното изкуство общоестетическите положения за съотношение на форма и съдържание са в пълна сила. Необходимо е към това да се добави, че тези съотношения се отличават с известна специфика, произлизаща от спецификата на музикалното изкуство, отличаваща го от другите видове изкуства – неговата временна и звукова природа, определящи характера на закономерностите, които движат и регулират процесите в Музикалната форма.
Една от съществените страни на музикалната форма е нейната структура: постройката, нейната вътрешна организация, планът, по който е разположен тематичния материал по време.Всяко едно художествено музикално произведение се състои от няколко отделни дялове, свързани чрез развитието на общото съдържание.

## Жанр и жанрови изразни средства
Много често в практиката се смесват и отъждествяват неправилно понятията форма и жанр. Понятието форма е структурно, а понятието жанр - родово, видово.Музикалните жанрове са видове произведения, които са възникнали при определени обществено – исторически условия и са в пряка връзка с художествената практика.

## Функции на частите на музикалната форма
Основните етапи на тематичното развитие на музикалната форма изпълняват определени логически функции.
Тъй като тематичното ядро е основа на темата, самата тема представлява основата на цялото произведение.

## Видове музикални форми
Прости форми:
Музикалната реч, както и разговорната реч, се разчленява на отделни, повече или по-малко самостоятелни части: големи и малки изречения, фрази и мотиви.
- Едноделна форма e най-малката.Тя се състои от един музикален период, който изразява самостоятелна завършена музикална мисъл. В едноделната форма се срещат много народни и детски песни, както и малки инструментални пиеси. Колкото и проста и малка да е формата на дадено произведение, от нея се изисква да е завършена и оформена. Най-малката форма на завършено изложение на музикалната тема в музиката през последните три-четири века, за която е характерен хомофонно-хармоничен строеж, се нарича период.

- Проста двуделна форма, е музикално построение, изградено от два музикален период. Отбелязва се с латинските букви a и b. В такава форма са написани много песни, като първият дял „а“ представлява куплет, а много често вторият дял b образува припев на песента.

- Проста триделна форма е изградена от три дяла, представляващи завършени периоди. Отделните периоди на тази форма могат да имат различно съдържание. Отбелязва се с латинските букви a b a. Първият дял е експозиционен и в него се излага основния тематичен материал, средният дял носи различен от първия тематичен материал, и третият дял се нарича репризен, в който тематичният материал от експозиционния се възвръща.

Сложни форми:
- Сложна триделна форма. При нея са налице три дяла и се отбелязва с латинските букви A B A, като всеки дял е съставен от проста двуделна или проста триделна форма. В някои произведения средният дял се нарича трио. Триото обикновено се появява в нова тоналност. В много произведения третият дял не се изписва, а се отбелязва с италианския термин Da capo al Fine. Сложната триделна форма се съдържа в музикални произведения като Ноктюрнr, Романси, и във вторите части на сонатите, симфониите и инструменталните концерти.

- Вариационна форма.

- Рондо форма.

- Сонатна форма.